# ترحيل أتراك المسخيت
ترحيل أتراك المسخيت (بالروسية: Депортация турок-месхетинцев) عملية نقل قسري رحّلت فيها الحكومة السوفيتية كل أتراك المسخيت من منطقة مسخيتي في جمهورية جورجيا الاشتراكية السوفيتية (جورجيا الآن) إلى آسيا الوسطى في 14 نوفمبر 1944. وخلال الترحيل، هُجر ما بين 92,307 و94,955 من أتراك المسخيت قسرًا من 212 قرية. وُضع المُرحلون في عربات نقل الماشية وأرسل معظمهم إلى جمهورية أوزبكستان الاشتراكية السوفيتية. رُحلت مجموعات عرقية أخرى في هذه العملية، منهم الأكراد والهيمشين (مسلمون أرمن)، ووصل عدد المُرحلين إلى 115,000 شخص. وضعوا بعد ذلك في مستوطنات خاصة حيث كُلفوا بالعمل القسري. أدت عمليات الترحيل والظروف القاسية في المنفى إلى وفاة ما بين 12,589 و14,895 شخصًا على الأقل.
نفذ عملية الطرد هذه رئيس المفوضية الشعبية للشؤون الداخلية لافرينتي بيريا بأمرٍ من رئيس حكومة الاتحاد السوفييتي جوزيف ستالين وبجهود 4000 موظفٍ من المفوضية. خُصص 34 مليون روبل لتنفيذ الترحيل. وكانت العملية جزءًا من برنامج التوطين القسري في الاتحاد السوفييتي وعمليات نقل السكان التي طالت الملايين من أفراد الأقليات العرقية في الاتحاد السوفيتي بين ثلاثينيات وخمسينيات القرن الماضي. وطنت الحكومة السوفيتية نحو 32,000 شخص، معظمهم من الأرمن، في المناطق التي أُجليَ سكانها من مسخيتي.
بعد وفاة ستالين، ألقى الزعيم السوفيتي الجديد نيكيتا خروتشوف خطابًا سريًا في عام 1956 أدان فيه عمليات ترحيل المجموعات العرقية التي نُفذت بأمر ستالين وعاكسها، فسُمح للكثير من المُرحلين بالعودة إلى ديارهم. على الرغم من السماح لهم بترك مستوطناتهم والعودة، ظل أتراك المسخيت، ومعهم تتار القرم وألمان الفولغا، في المنفى. وبسبب سرية العملية وسياسة الاتحاد السوفيتي، ظل ترحيل أتراك المسخيت مجهولًا نسبيًا ولم يخضع سوى للقليل من البحوث العلمية إلى أن استهدفتهم أعمال الشغب العنيفة في أوزبكستان في عام 1989. في عام 1991، رفضت جورجيا المستقلة حديثًا منح أتراك المسخيت حق العودة إلى منطقة مسخيتي. بلغ عدد أتراك المسخيت ما بين 260,000 و335,000 شخص في عام 2006، وهم اليوم متوزعون في سبع دول من الاتحاد السوفيتي السابق، والكثيرون منهم عديمو الجنسية.

## خلفية
عاش أتراك المسخيت في الأصل في منطقة مسخيتي في جنوب جورجيا الحالية. لا إجماع بين المؤرخين بخصوص أصلهم. فهم أتراك عرقيًا أو جورجيون مُتتركون اعتنقوا الإسلام خلال الحكم العثماني للمنطقة.
احتل الجيش العثماني منطقة مسخيتي، التي كانت آنذاك جزءًا من إمارة سامتسخه، خلال الحملة العسكرية التركية عام 1578. يرى المؤرخون الأتراك أن القبائل التركية استقرت في المنطقة منذ القرنين الحادي عشر والثاني عشر حين دعا ملك جورجيا ديفيد الرابع قبائل القبجاق التركية للدفاع عن مناطقه الحدودية من الأتراك السلاجقة. أصبحت المنطقة جزءًا من الإمبراطورية الروسية في عام 1829 بعد الحرب الروسية التركية.
في عام 1918، قُبيل نهاية الحرب العالمية الأولى وبداية الحرب الأهلية الروسية، أعلنت جورجيا استقلالها، وشكلت بعض المجتمعات المسلمة في مسخيتي اتحادًا شبه مستقل وتجهزت للاتحاد مع الإمبراطورية العثمانية الآخذة في السقوط. دخلت القوات العثمانية هذه المنطقة واندلعت اشتباكات بين السكان المسيحيين والمسلمين فيها. في عام 1921، سيطرت القوات السوفيتية على جورجيا ووُقعت معاهدة قارص التي قسمت مسخيتي بين تركيا وجورجيا السوفيتية الحديثة. في عشرينيات القرن الماضي، ظهر جوزيف ستالين بصفة أمين عام جديد للحزب الشيوعي في الاتحاد السوفيتي. وصف بين كيرنان، وهو أكاديمي ومؤرخ أمريكي، حقبة ستالين بأنها «إلى الآن، الأكثر دموية في التاريخ السوفييتي والروسي حتى».
بين عامي 1928 و1937، ضغطت السلطات السوفييتية على أتراك المسخيت لتبني أسماء جورجية. سجل الإحصاء السوفيتي عام 1926 وجود 137,921 تركيًا في جمهورية جورجيا الاشتراكية السوفيتية، لكن هذا الرقم شمل الأذربيجانيين. في الإحصاء السوفيتي عام 1939، صُنف معظم أتراك المسخيت على أنهم أذربيجانيون. 

## الترحيل
في 31 يوليو1944، نصَّ قرار لجنة دفاع الدولة السوفيتية «N 6277ss» على ما يلي: «... من أجل الدفاع عن حدود دولة جورجيا وحدود اتحاد الجمهوريات الاشتراكية السوفيتية، نستعد لإبعاد الأتراك والأكراد والهيمشين عن الشريط الحدودي». في 23 سبتمبر 1944، أبلغ مفوض الشعب للشؤون الداخلية لجمهورية كازاخستان الاشتراكية السوفيتية المفوضية الشعبية للشؤون الداخلية أنه مستعد لقبول مستوطنين جدد: من الأتراك والأكراد والهيمشين؛ 5,350 عائلة في كولخوز و750 عائلة في سفخوز. أعلنت جمهورية أوزبكستان الاشتراكية السوفيتية أنها مستعدة لقبول 50,000 شخص (عوضًا عن 30,000 شخص كما كانت الخطة). جُهزت 239 مقطورة لنقل المُرحلين وعُبئ الناس.
أتراك المسخيت من المجموعات العرقية الست في القوقاز التي رُحلت بالكامل خلال عامي 1943 و1944 من قبل الشرطة السرية السوفيتية – المجموعات الخمس الأخرى هي أقليات الشيشان والإنغوش والبلقار والقراشاي والقلميقيون. وُثق ترحيل هذه المجموعات بشكل ضعيف. أرّخ المؤرخون ترحيل أتراك المسخيت إلى آسيا الوسطى السوفيتية في 14 أو15 نوفمبر 1944. واكتملت العملية بحلول 26 نوفمبر. بدأت العملية بوصول الجنود السوفييت مبكرًا في الساعة 4:00 صباحًا إلى منازل أتراك المسخيت دون إخبارهم بالوجهة. لم يُبلّغ السكان مسبقًا؛ وجاء في إشعار المفوضية الشعبية للشؤون الداخلية: «سوف تُرحّلون. استعدوا. خذوا طعامًا يكفي ثلاثة أيام. لديكم ساعتان للتحضير». استخدمت شاحنات ستوديبيكر لنقل أتراك المسخيت إلى محطات القطار القريبة. خلال عملية الترحيل، اُبعد ما بين 92,307 و94,955 من أتراك المسخيت، الذين شكلوا 16,700 عائلة، قسرًا من 212 قرية. وُضعوا في عربات نقل الماشية ورُحّلوا شرقًا إلى آسيا الوسطى. وبحلول الساعة 4:00 مساءً في 17 نوفمبر، كان 81,234 شخصًا قد أُبعدوا.
«كانت الرحلة مرعبة حقًا. كان عمري أربع أو خمس سنوات فقط ولا أذكر الكثير، لكن الجو كان باردًا، وكانت الجثث تُرمى من القطار طوال الوقت ... لم يُسمح لنا بتلقي التعليم الكامل في أوزبكستان. كنا معزولين ومضطهدين».
تشير السجلات السوفيتية الرسمية إلى ترحيل 92,307 شخصًا، منهم 18,923 رجلًا، و27,309 امرأة و45.989 طفلًا تقل أعمارهم عن 16 عامًا. أعيد توطين 52,163 في جمهورية أوزبكستان الاشتراكية السوفيتية، و25,598 في جمهورية كازاخستان الاشتراكية السوفيتية و10,546 في جمهورية قرغيزستان الاشتراكية السوفيتية. وُظف 84,556 شخصًا في كولخوز، و6,316 في سفخوز و1,395 في المنشآت الصناعية. وصل آخر المرحلين إلى طشقند في 31 يناير 1945.
سُمح لأتراك المسخيت المُرحلين بحمل أمتعة شخصية يصل وزنها إلى 1000 كيلوغرام (2200 رطل) لكل أسرة، وهو ضعف ما سُمح لتتار القرم بحمله خلال ترحيلهم. ورُحّل أفراد الأقليات العرقية الأخرى مع أتراك المسخيت، ومنهم الأكراد والهيمشين (مسلمون أرمن)، فوصل عدد المرحلين إلى نحو 115,000 شخص. يشير أحد المصادر إلى ترحيل 8,694 كرديًا و1,385 من الهيمشين ضمن العملية. ولم ينجُ من ذلك سوى النساء المتزوجات من رجال ينتمون إلى مجموعات عرقية أخرى. مُنحت كل عائلة ساعتان لحزم أغراضهم. حملت كل مقطورة سبع عائلات، 20-25 عائلة في كل مركبة. ومثل المجموعات القوقازية المُرحّلة الأخرى، نقلوا آلاف الأميال نحو آسيا الوسطى. وبقوا في عربات نقل الماشية هذه شهرًا كاملًا.
عُين 4000 من موظفي المفوضية الشعبية للشؤون الداخلية لتنفيذ العملية، بإدارة رئيس المفوضية لافرينتي بيريا، وبأمرٍ من رئيس وزراء الاتحاد السوفيتي جوزيف ستالين. خصص ستالين 34 مليون روبل للمفوضية لتنفيذ العملية. كانت عملية الترحيل هذه جزءًا من برنامج التوطين القسري في الاتحاد السوفييتي ونقل السكان الذي طال أثره الملايين من أفراد الأقليات العرقية غير الروسية في الاتحاد السوفيتي بين ثلاثينيات وخمسينيات القرن الماضي. خلال الحرب العالمية الثانية وحدها، رُحل 3,332,589 شخصًا في الاتحاد السوفيتي. رُحل نحو 650,000 شخص في القوقاز خلال عامي 1943 و1944.خطأ: الوظيفة "sfnm" غير موجودة.
كانت هذه العملية آخر ترحيل سوفييتي خلال الحرب العالمية الثانية. حرمت السلطات السوفيتية أتراك المسخيت من أي حقوق مدنية أو سياسية حتى عام 1956. وطنت السلطات السوفيتية نحو 32,000 شخص، معظمهم من الأرمن، في المناطق التي أُجليَ سكانها.

## كتب
- Council of Europe (2006). Documents: working papers, 2005 ordinary session (second part), 25-29 April 2005, Vol. 3: Documents 10407, 10449-10533. Strasbourg: Council of Europe Publishing. ISBN:9789287157546. مؤرشف من الأصل في 2022-07-10.
- هيومن رايتس ووتش (1991). "Punished Peoples" of the Soviet Union: The Continuing Legacy of Stalin's Deportations" (PDF). New York City. OCLC:25705762. مؤرشف من الأصل (PDF) في 2021-08-15.
- UNHCR (1999)، Background Paper on Refugees and Asylum Seekers from Georgia، United Nations High Commissioner for Refugees، مؤرشف من الأصل في 2020-10-31
- Akiner، Shirin (2013). Islamic Peoples Of The Soviet Union. London: Routledge. ISBN:9781136142666. LCCN:82000140. مؤرشف من الأصل في 2022-07-10.
- Aydingün، Ayşegül (2002). "Creating, recreating and redefining ethnic identity: Ah Lska/Meskhetian Turks in Soviet and post-Soviet contexts". Central Asian Survey. ج. 21 ع. 2: 185–197. DOI:10.1080/0263493022000010071. hdl:11511/39335. S2CID:143727214.
- Aydıngün، Ayşegül؛ Harding، Çiğdem Balım؛ Hoover، Matthew؛ Kuznetsov، Igor؛ Swerdlow، Steve (2006)، Meskhetian Turks: An Introduction to their History, Culture, and Resettelment Experiences (PDF)، Cultural Orientation Resource (COR) Center، مؤرشف من الأصل (PDF) في 2021-06-23
- Bennigsen، Alexandre؛ Broxup، Marie (1983). The Islamic threat to the Soviet State. New York: Taylor & Francis. ISBN:9781317831716. LCCN:82016826. مؤرشف من الأصل في 2022-07-10.
- Bhat، Bilal (2015). Cotton Cultivation and Child Labor in Post-Soviet Uzbekistan. Lanham, Maryland: Lexington Books. ISBN:9780739194799. OCLC:919317268. مؤرشف من الأصل في 2020-11-03.
- Buckley، Cynthia J.؛ Ruble، Blair A.؛ Hofmann، Erin Trouth (2008). Migration, Homeland, and Belonging in Eurasia. Washington, D.C.: مركز وودرو ولسون الدولي للعلماء. ISBN:978-0801890758. LCCN:2008-015571. مؤرشف من الأصل في 2021-05-15.
- Bugay، Nikolay (1996). The Deportation of Peoples in the Soviet Union. New York City: Nova Publishers. ISBN:9781560723714. OCLC:1074118940. مؤرشف من الأصل في 2022-07-10.
- Bukharbayeva، Bagila (2019). The Vanishing Generation: Faith and Uprising in Modern Uzbekistan. Bloomington: Indiana University Press. DOI:10.2307/j.ctvfc55jx. ISBN:9780253040848. OCLC:1099473617. مؤرشف من الأصل في 2022-07-10.
- Cohen، Saul Bernard (2014). Geopolitics: The Geography of International Relations. Lanham, Maryland: Rowman & Littlefield. ISBN:9781442223516. LCCN:2014029230. مؤرشف من الأصل في 2022-07-10.
- Cornell، Svante (2005). Small Nations and Great Powers: A Study of Ethnopolitical Conflict in the Caucasus. Richmond, Surrey: Routledge. ISBN:9781135796686. LCCN:2001347121. مؤرشف من الأصل في 2022-07-10.
- Hasanli، Jamil (2011). Stalin and the Turkish Crisis of the Cold War, 1945-1953. Lanham, Maryland: Lexington Books. ISBN:9780739168073. LCCN:2011017370. مؤرشف من الأصل في 2022-07-10.
- Hasanli، Jamil (2014). Khrushchev's Thaw and National Identity in Soviet Azerbaijan, 1954–1959 (ط. revised). Lanham, Maryland: Lexington Books. ISBN:9781498508148. LCCN:2014036925. مؤرشف من الأصل في 2021-12-26.
- Jägerskiöld، Stig (1986). Mannerheim. Minneapolis: University of Minnesota Press. ISBN:9781850650096. LCCN:86016011. مؤرشف من الأصل في 2022-07-10.
- Jones، Stephen F. (1993). "Meskhetians: Muslim Georgians or Meskhetian Turks? A Community without a Homeland". Refuge. ج. 13 ع. 2: 14–16. DOI:10.25071/1920-7336.21718. مؤرشف من الأصل في 2019-06-01.
- Kaiser، Robert J. (2017). The Geography of Nationalism in Russia and the USSR. Princeton, New Jersey: Princeton University Press. ISBN:9781400887293. LCCN:93034899. مؤرشف من الأصل في 2021-11-29.
- Kiernan، Ben (2007). Blood and Soil: A World History of Genocide and Extermination from Sparta to Darfur. New Haven: مطبعة جامعة ييل. ص. 511. ISBN:9780300100983. LCCN:2007001525.
- Khazanov، Anatoly (1992). "Meskhetian Turks in search of self‐identity". Central Asian Survey. ج. 11 ع. 4: 1–16. DOI:10.1080/02634939208400787.
- Khazanov، Anatoly (1995). After the USSR: Ethnicity, Nationalism and Politics in the Commonwealth of Independent States. Madison: University of Wisconsin Press. ISBN:9780299148942. LCCN:95005696. مؤرشف من الأصل في 2022-07-10.
- Marie، Jean-Jacques (1995). Les peuples déportés d'Union soviétique; Volume 81 of Questions au XXe siècle. Bruxelles: Editions Complexe. ISBN:9782870275986. LCCN:96183004. مؤرشف من الأصل في 2022-07-10.
- Markusen، Eric؛ Kopf، David (1995). The Holocaust and strategic bombing: genocide and total war in the twentieth century. Boulder: تايلور وفرانسيس. ISBN:978-0813375328. LCCN:94032807. مؤرشف من الأصل في 2022-07-10.
- Martin، Terry Dean (2001). The Affirmative Action Empire: Nations and Nationalism in the Soviet Union, 1923-1939. Ithaca: Cornell University Press. ISBN:9780801486777. LCCN:2001003232. مؤرشف من الأصل في 2022-07-10.
- Mawdsley، Evan (1998). The Stalin Years: The Soviet Union, 1929-1953. Manchester: دار نشر جامعة مانشستر  [لغات أخرى]‏. ISBN:9780719046001. LCCN:2003046365.{{استشهاد بكتاب}}:  صيانة الاستشهاد: علامات ترقيم زائدة (link)
- Mikaberidze، Alexander (2015). Historical Dictionary of Georgia (ط. 2). Lanham, Maryland: Rowman & Littlefield. ISBN:9781442241466. LCCN:2014024518. مؤرشف من الأصل في 2020-11-03.
- Mirkhanova، Malika (2006). "People in exile: The oral history of Meskhetian Turks (Akhyskha Turkleri)". Journal of Muslim Minority Affairs. ج. 26 ع. 1: 33–44. DOI:10.1080/13602000600738640. S2CID:145694240.
- Parrish، Michael (1996). The Lesser Terror: Soviet State Security, 1939-1953. Westport, Connecticut: Greenwood Publishing Group. ISBN:9780275951139. OCLC:630860745. مؤرشف من الأصل في 2021-05-15.
- Perovic، Jeronim (2018). From Conquest to Deportation: The North Caucasus under Russian Rule. New York: Oxford University. ISBN:9780190934675. OCLC:1083957407. مؤرشف من الأصل في 2021-05-15.
- Pohl، J. Otto (1999). Ethnic Cleansing in the Ussr, 1937-1949. Westport, Connecticut: Greenwood Publishing Group. ISBN:9780313309212. LCCN:98046822. مؤرشف من الأصل في 2020-11-03.
- Pohl، J. Otto (2000). "Stalin's genocide against the "Repressed Peoples"". Journal of Genocide Research. ج. 2 ع. 2: 267–293. DOI:10.1080/713677598. S2CID:59194258.
- Pokalova، Elena (2015). Chechnya's Terrorist Network: The Evolution of Terrorism in Russia's North Caucasus. Santa Barbara: أي بي سي-كليو. ISBN:9781440831553. LCCN:2014038634. مؤرشف من الأصل في 2021-05-15.
- Polian، Pavel (2003). "Soviet Repression of Foreigners: The Great Terror, the Gulag, Deportations". في Dundovich، Elena؛ Gori، Francesca؛ Guercetti، Emanuela (المحررون). Reflections on the Gulag: With a Documentary Index on the Italian Victims of Repression in the USSR. Milano: Feltrinelli Editore. ISBN:9788807990588. OCLC:803610496.
- Polian، Pavel (2004). Against Their Will: The History and Geography of Forced Migrations in the USSR. Budapest: الجامعة الأوروبية المركزية. ISBN:9789639241688. LCCN:2003019544. مؤرشف من الأصل في 2022-07-10.
- Rywkin، Michael (1994). Moscow's Lost Empire. Armonk, New York: Routledge. ISBN:9781315287713. LCCN:93029308. مؤرشف من الأصل في 2021-07-03.
- Sakwa، Richard (2005). The Rise and Fall of the Soviet Union. London, New York: Routledge. ص. 292. ISBN:9781134806027. LCCN:98051322.
- Swerdlow، Steve (2006). "Understanding Post-Soviet Ethnic Discrimination and the Effective Use of U.S. Refugee Resettlement: The Case of the Meskhetian Turks of Krasnodar Krai". California Law Review. ج. 94 ع. 6: 1827–1878. DOI:10.2307/20439082. JSTOR:20439082. OCLC:774693343. مؤرشف من الأصل في 2019-04-26.
- Travis، Hannibal (2013). Genocide, Ethnonationalism, and the United Nations: Exploring the Causes of Mass Killing Since 1945. New York City: Routledge. ISBN:9780415531252. LCCN:2012025946. مؤرشف من الأصل في 2021-05-15.
- Viola، Lynne (2007). The Unknown Gulag: The Lost World of Stalin's Special Settlements. Oxford: Oxford University Press. ISBN:9780195187694. OCLC:456302666. مؤرشف من الأصل في 2021-05-15.
- Warikoo، Kulbhushan؛ Norbu، Dawa (1992). Ethnicity and politics in Central Asia. New Delhi: South Asian Publishers. ISBN:9788170031567. LCCN:00063158. مؤرشف من الأصل في 2022-07-10.
- Williams، Brian Glyn (2001). The Crimean Tatars: The Diaspora Experience and the Forging of a Nation. Leiden: BRILL. ISBN:9789004121225. LCCN:2001035369. مؤرشف من الأصل في 2021-05-15.
- Wimbush، S. Enders؛ Wixman، Ronald (1975). "The Meskhetian Turks: A New Voice in Soviet Central Asia". Canadian Slavonic Papers. ج. 17 ع. 2: 320–340. DOI:10.1080/00085006.1975.11091412. JSTOR:40866873.